# Volksbefragung
Unter Volksbefragung versteht man ein in aller Regel unverbindliches Instrument der direkten Demokratie, bei dem die wahlberechtigte Bevölkerung zu einer bestimmten Frage konsultiert wird. Über den deutschsprachigen Raum hinaus werden Volksbefragungen zumeist als konsultatives Referendum bezeichnet. Das Ergebnis der Abstimmung ist im Normalfall unverbindlich und soll im Wesentlichen der Ermittlung der Meinungsmehrheit in der Bevölkerung zu einer politischen Frage dienen.

## Vorgang
Alle wahlberechtigten Einwohner einer gesetzgebenden Gebietskörperschaft (also z. B. eines Staates oder eines Bundeslandes) werden zu einer bestimmten politischen Angelegenheit befragt. Wie bei direktdemokratischen Instrumenten üblich, weist das Verfahren einen sehr hohen Formalisierungsgrad auf. Vorbereitung, Umsetzung und Ergebnisermittlung folgen den für Wahlen üblichen Standards. Die zur Befragung stehende Vorlage muss üblicherweise von den Abstimmenden mit "Ja" oder "Nein" zu beantworten sein, bzw. bei mehreren Alternativvorschlägen muss eine eindeutige Auswahl zwischen diesen erfolgen.

## Kritik
Volksbefragungen werden oftmals kritisiert, weil sie zum einen recht aufwändig sind und zum anderen wie einige andere Referendumsformen auch eine gewisse Manipulationsanfälligkeit aufweisen.
Sofern es bei einer Volksbefragung tatsächlich um die Ermittlung einer Mehrheitsmeinung in der Bevölkerung geht, stehen heute mit den Mitteln der Demoskopie wesentlich günstigere Methoden zur Verfügung. So kann mittels einer demoskopischen Befragung von bereits einigen wenigen tausend Bürgerinnen und Bürgern ein Meinungsbild aus der Bevölkerung mit zumeist ausreichender Verlässlichkeit eingeholt werden, während bei einer Volksbefragung möglicherweise mehrere Millionen Menschen zur Beteiligung an einem wahlähnlichen Verfahren aufgerufen sind. Aufwand und Ertrag, so die Kritik, stünden bei einer Volksbefragung in keinem günstigen Verhältnis.
Schwerwiegender ist der Vorwurf der Manipulationsanfälligkeit. Da die Vorlage, zu der das Meinungsbild der Bevölkerung abgefragt werden soll, von der Regierung oder einem Teil des Parlaments kommt, besteht die Gefahr der Instrumentalisierung der Volksbefragung in der politischen Auseinandersetzung. Da das Ergebnis der Befragung ohnehin unverbindlich ist, könnte die politische Vertretung versucht sein, das Instrument vornehmlich zu propagandistischen Zwecken einzusetzen.
Ein weltweit beachtetes konsultatives Referendum war das EU-Mitgliedschaftsreferendum im Vereinigten Königreich 2016, auch als Brexit-Referendum bezeichnet.

## Volksbefragungen in den deutschsprachigen Ländern

### Österreich
Die Volksbefragung in Österreich ist ein typisches Beispiel für eine unverbindliche Volksbefragung. Das konsultative Referendum kann vom Nationalrat mit der Mehrheit seiner Mitglieder beschlossen werden und wird vom Bundespräsidenten angesetzt.

### Deutschland
In Deutschland sieht das Grundgesetz eine Volksbefragung im Falle einer Neugliederung des Bundesgebietes vor. Entgegen der weltweit üblichen Verfahrensausgestaltung hat die Volksbefragung in Deutschland aber quasi verbindlichen Charakter und ist daher ein sehr untypisches Beispiel für das Instrument (Art. 29 Grundgesetz zur Neugliederung des Bundesgebietes).